# Autocompassion
L'autocompassion consiste à manifester de la compassion envers soi-même en cas d'insuffisance perçue, d'échec ou de souffrance. Kristin Neff a défini l'autocompassion comme étant composée de trois éléments principaux : la bienveillance envers soi, le sentiment d'humanité commune et la pleine conscience.
- Bienveillance envers soi : l'autocompassion implique d'être chaleureux envers soi-même lorsqu'on souffre ou qu'on est confronté à nos limitations personnelles, plutôt que de les ignorer ou de se blesser en s'autocritiquant.
- Humanité commune : l'autocompassion implique également de reconnaître que la souffrance et l'échec personnel font partie de l'expérience humaine partagée par tous, plutôt que de s'isoler.
- Pleine conscience : L'autocompassion nécessite d'adopter une approche équilibrée de ses émotions négatives afin que les sentiments ne soient ni réprimés ni exagérés. Les pensées et émotions négatives sont observées avec ouverture, de sorte qu’elles soient maintenues en pleine conscience. La pleine conscience est un état d’esprit réceptif et sans jugement dans lequel les individus observent leurs pensées et leurs sentiments tels qu’ils sont, sans essayer de les supprimer ou de les nier[2]. La pleine conscience exige aussi que l’on ne soit pas « sur-identifié » à des phénomènes mentaux ou émotionnels, ce qui entraînerait des réactions aversives[3]. Ce dernier type de réponse implique de se concentrer étroitement sur ses émotions négatives et de les ruminer[4].

À certains égards, l'autocompassion ressemble à la notion de « regard positif inconditionnel » de Carl Rogers appliquée à la fois aux clients et à soi-même ; à « l'acceptation inconditionnelle de soi » de Albert Ellis ; à la notion d'« empathique interne » de Maryhelen Snyder qui explore sa propre expérience avec « curiosité et compassion » ; à la notion d'une relation douce et permissive avec toutes les parties de l'être de Ann Weiser Cornell ; et au concept « d'empathie envers soi » de Judith Jordan, qui implique l'acceptation, l'attention et l'empathie envers soi-même.
L'autocompassion est différente de l'apitoiement sur soi, un état d'esprit ou une réponse émotionnelle d'une personne se croyant victime et manquant de confiance et de compétence pour s'adapter à une situation défavorable.
La recherche indique que les individus faisant preuve d’autocompassion jouissent d’une meilleure santé mentale que ceux qui manquent d’autocompassion. Par exemple, l'autocompassion est positivement associée à la satisfaction de vie, à la sagesse, au bonheur, à l'optimisme, à la curiosité, aux objectifs d'apprentissage, au sentiment de connexion sociale, à la responsabilité personnelle et à la résilience émotionnelle. Elle est aussi associée à une moindre tendance à l'autocritique, à la dépression, à l'anxiété, à la rumination, à la suppression des pensées, au perfectionnisme et aux attitudes alimentaires désordonnées,,,,,,.
L'autocompassion a des effets différents de ceux de l'estime de soi, une évaluation émotionnelle subjective de soi. Bien que les psychologues vantent depuis de nombreuses années les bienfaits de l’estime de soi, des recherches récentes ont révélé les enjeux associés à la poursuite d’une haute estime de soi, notamment le narcissisme, les perceptions de soi déformées, le sentiment contingent et/ou instable de valeur personnelle, ainsi que la colère et la violence envers ceux qui menacent l'ego. Comme l’estime de soi est souvent associée au sentiment d'avoir une plus ou moins grande valeur dans des domaines tels que l’apparence, les études et l’approbation sociale, elle est souvent instable et susceptible de générer des conséquences négatives. En comparaison, il semble que l'autocompassion offre les mêmes avantages pour la santé mentale que l'estime de soi, mais avec moins de ses inconvénients tels que le narcissisme, la colère de défense de l'ego, les perceptions de soi inexactes, la contingence du sentiment de valeur personnelle ou la comparaison sociale,.
Thupten Jinpa, auteur de “A Fearless Heart: How the Courage to Be Compassionate Can Transform Our Lives”  aborde le thème de l'auto-compassion mettant en lumière comment le concept bouddhiste tibétain diffère du concept occidental. 